# Magical Angel Creamy Mami
Magical Angel Creamy Mami (魔法の天使クリィミーマミ Mahō no Tenshi Kurīmī Mami?, lit. Angél Mágica Creamy Mami) es una serie de anime mahō shōjo de Studio Pierrot, televisada en 1983. Esta fue la primera de cinco series de anime del tipo mahō shōjo en ser producidas por el Studio Pierrot, y la primera en introducir los diseños de Akemi Takada. Llegó a tener cinco adaptaciones OVA y fue exhibida en otras presentaciones especiales del Studio Pierrot. Un manga de tres volúmenes fue publicado al mismo tiempo que aparecía en TV, con la historia escrita por Ito Kazunori y arte de Yuuko Kitagawa.  En 2005, la encuesta web de TV Asahi's Top-100 anime de todos los tiempos dio a Magical Angel Creamy Mami la posición 82. En España la serie fue emitida a principio de los años 90 en Telecinco bajo el título El Broche Encantado, también se emitieron los dos primeros OVAs por el mismo canal.

## Historia
Yū Morisawa es una chica ordinaria de 10 años, pero un día ve una nave espacial flotando en el cielo. Es llevada dentro de la nave, donde ayuda a Pino Pino a encontrar la Feather Star. En agradecimiento por su ayuda él le entrega una varita mágica, la que le permitirá transformarse en una chica de 16 años, por un año. También le fueron entregados 2 gatos de la Feather Star, Posi y Nega, quienes deben velar por ella mientras usa sus poderes mágicos. Mientras vagaba en la ciudad como una adolescente típica, accidentalmente termina en la TV, donde se le pide cantar. Su magia le ayuda a hacerlo extraordinariamente bien. Usando el alias de Creamy Mami, se convierte en un éxito de la noche a la mañana, y rápidamente la buscan para empezar una carrera profesional como ídolo. A lo largo del camino, ella también conoce a los antiguos residentes de Feather Star y seres sobrenaturales.

## Personajes
Megumi Ayase (綾瀬めぐみ Ayase Megumi?)
Seiyū: Saeko Shimazu.
Una ídolo popular y la estrella de Parthenon Productions, ella se siente amenazada por la recién llegada, Creamy Mami, y ella misma declara ser rival de Mami.
Kidokoro Hayato (木所マネージャー Kidokoro Manējā?)
Seiyū: Sukekiyo Kameyama.
El mánager de Megumi Ayase, él llega a ser mánager de Creamy Mami cuando ella se une a Parthenon Productions.
Midori Kisaragi (如月みどり Kisaragi Midori?)
Seiyū: Masahiro Anzai.
El mejor amigo de Toshio Ōtomo, Midori está enamorado de Yū Morisawa y busca decírselo. Dada su timidez, el necesita la ayuda de Toshio para hacerlo.
Natsume Morisawa (森沢なつめ Morisawa Natsume?)
Seiyū: Mika Doi.
Esposa de Tetsuo, madre de Yū, Natsume trabaja en "Crepas Creamy" con su esposo. Ella solía ser la líder de una pandilla de motociclistas.
Tetsuo Morisawa (森沢哲夫 Morisawa Tetsuo?)
Seiyū: Akira Murakami.
Esposo de Natsume, padre de Yū, Tetsuo trabaja en Creamy con su esposa. El solía ser un miembro de la banda de motociclistas de Natsume.
Yū Morisawa (森沢優 Morisawa Yū?), Creamy Mami (クリィミーマミ Kurīmī Mami?)
Seiyū: Takako Ōta.
Una chica normal de 10 años, Yū posee un secreto enamoramiento por su amigo de la infancia Toshio Ōtomo. Dada la habilidad de transformarse en una chica de 16 años de edad, pudo ser la suplente de Megumi Ayase para cantar en TV, adaptando para este propósito su nombre al de Creamy Mami. Ella se convierte sin quererlo en un éxito de la noche a la mañana.
Nega (ネガ Nega?)
Seiyū: Kaneta Kimotsuki.
Uno de los dos gatos de la Feather Star, se le encomendó la tarea de ayudar a Yū Morisawa mientras duren sus poderes mágicos.
Toshio Ōtomo (大伴俊夫 Ōtomo Toshio?)
Seiyū: Yū Mizushima.
Amigo de Yū Morisawa y Midori Kisaragi, él se enamora de Creamy Mami después de su primera aparición en TV.
Pino Pino (ピノピノ Pino Pino?)
Seiyū: Seiko Nakano.
Un ser alienígena, Pino Pino otorga a Yū Morisawa poderes mágicos por un año en agradecimiento por ayudarlo a encontrar la Feather Star.
Posi (ポジ Poji?)
Seiyū: Yuko Mita.
Uno de los dos gatos de Feather Star, se le encomendó junto a Nega ayudar a Yū Morisawa mientras duren sus poderes mágicos.
Shingo Tachibana (立花慎悟 Tachibana Shingo?)
Seiyū: Kazuhiko Inoue.
Presidente de Parthenon Productions, el rápidamente reconoce Creamy Mami como una futura sensación, e intenta convertirla en una estrella.

## Cameos
- Urusei Yatsura (anime, episodio 125)

Mientras el protagonista Ataru está nadando en la piscina, se puede ver a Yuu junto con Creamy Mami de fondo en la piscina (ambas al mismo tiempo)
- Bleach (anime, episodio 74)

Se puede ver la cara de Yū Morisawa como Creamy Mami en una bolsa.
- Tokyo Mew Mew (anime, episodio 10)

Se puede ver a Yū Morisawa como Creamy Mami en una cita con un chico.
- Yu Yu Hakusho (anime, episodio 105)

Se puede a creamy mami como presentadora del torneo makai
- Shin Cutey Honey (anime, ova 3)

Honey se transforma como reportera con la forma de creamy mami
- Proyecto A-Ko (película)

Miss ayumi la profesora de a-ko se parece a creamy mami

## Recepción
Creamy Mami (1983) es conocida como una pionera de la nueva estrategia de mercadotecnia conocida como "media mix".
Ellos usaron una serie de Anime para promocionar a una nueva y casi desconocida cantante.
Una cantante verdadera Takako Ohta, actuó como la cantante Creamy Mami dentro de la historia.
El tema de apertura Delicate ni Suki Shite, fue también su primera canción en el mundo real.
Aun cuando Ohta era una cantante nueva y no una seiyu (actriz de voz) entrenada.
El resultado fue un gran éxito.
El anime Creamy Mami se ha vuelto famoso y Ohta obtuvo una alta popularidad que persiste hasta el día de hoy.
En 1999, el show Kaishingeki TV Utaemon de Fuji TV tuvo una encuesta para decidir la canción más popular de TV para la audiencia de 25 años de edad y Delicate ni Suki Shite quedó en primer lugar. Este anime ha sido repetidamente transmitido también a través del internet.
Actualmente (2025), la gente puede legalmente ver el show on-demand de manera gratuita en Amazon Prime Video, Apple TV y Crunchyroll.
El mismo estilo “media mix” fue visto en Idol Densetsu Eriko (1989) y en Idol Tenshi Youkoso Yōko (1990).
La versión en anime de Full Moon o Sagashite (2002) básicamente comparte también el mismo formato.
Otro ejemplo es Lemon Angel Project (1987).
Usar un anime para promover un cantante o intérprete, parece, no era realmente nuevo, ya se vio esto en Pink Lady Monogatari (1978), pero Pink Lady ya era extremadamente popular en ese tiempo, así que no fue que ellas obtuvieran su popularidad a partir del anime.
Creamy Mami establece el formato que sería usado para los futuros títulos de mahō shōjo del Studio Pierrot, y fue especialmente influencia en Fancy Lala.  Creamy Mami también estelariza en Adesugata Mahou no Sannin Musume, junto con Magical Emi y Persia, así como en Majokko Club Yoningumi A-Kukan Kara no Alien X, con Magical Emi, Persia y Pastel Yumi. La popularidad de las series no solo vio secuelas, sino que Creamy Mami también participó en cinco producciones basadas en vídeos musicales, empezando con la OVA de 1985 Lovely Serenade.  La segunda de las secuelas, Magical Angel Creamy Mami Long Goodbye, empezó con el corto de animación Mahō no Tenshi Creamy Mami VS Mahō no Princess Minky Momo Gekijou no Daikessen, y donde Creamy Mami pelea contra Ashi Productions' Minky Momo.

## Internacionalización
Magical Angel Creamy Mami fue doblado al italiano por Studio PV, que lo lanzó con el nombre L'incantevole Creamy en 1985, la cual ha sido difundida por Mediaset, primero por Italia 1 y posteriormente al resto de sus canales. En 1992 fue doblado al español castellano desde España por Sincronía bajo el título de El Broche Encantado. También fue distribuido en Francia por Déclic Images con el nombre de Creamy, merveilleuse Creamy en 1988 por La Cinq y luego por TF1.
En Hispanoamérica su estreno se limitó a Chile, fue transmitido el 1 de junio de 2020 por el canal ETC Tv con el doblaje mexicano que incluye alta calidad de imagen. El último episodio de la serie fue transmitido por primera vez el 11 de agosto de 2020.

### Sitios oficiales
- Official Mahō no Tenshi Creamy Mami site en Estudio Pierrot. (en japonés)

### Internet Movie Database
- Curtain Call en Internet Movie Database (en inglés).
- Eien no Once More en Internet Movie Database (en inglés).
- Long Goodbye en Internet Movie Database (en inglés).
- Lovely Serenade en Internet Movie Database (en inglés).
- Mahô no Tenshi Creamy Mami en Internet Movie Database (en inglés).
- Mahô no Tenshi Creamy Mami VS Mahô no Princess Minky Momo Gekijou no Daikessen en Internet Movie Database (en inglés).
- Majokko Club Yoningumi A-kuukan Karano Alien X en Internet Movie Database (en inglés).
- Mami Emi Pelsia Adesugata Mahô no Sannin Musume en Internet Movie Database (en inglés).
- Perfect Memory en Internet Movie Database (en inglés).

### Fansites
- Creamy Magical World Página en inglés y en francés sobre Creamy Mami.
- Mahou no Tenshi Creamy Mami en Henshin: The Mahou Shoujo Genre.

- Datos: Q702501